# Mod (gramatică)
În unele limbi, cum sunt cele flexionare și cele aglutinante, modul este o categorie gramaticală specifică verbului, care este un mijloc gramaticalizat de exprimare a modalității, adică a atitudinii subiective a vorbitorului față de conținutul faptic al propriei sale propoziții, implicând aprecierea acțiunii, întâmplării, stării, existenței exprimate de verb ca reală, sigură, posibilă, realizabilă, dorită, incertă, ireală etc..
Acțiunea exprimată de verb are o natură intrinsecă, obiectivă, dar vorbitorul are o atitudine subiectivă față de ea, ceea ce este exprimat prin moduri. Acestea se află în raport de opoziție între ele. Opoziția de bază este între aprecierea acțiunii ca reală, certă, pe de o parte, și posibilă, virtuală, pe de altă parte. Prima atitudine este exprimată, în limba română, prin modul indicativ, iar cealaltă prin celelalte moduri, care exprimă posibilitatea în diverse ipostaze: propriu-zisă (conjunctivul), condiționată (condiționalul), dorită (optativul), ipotetică (prezumtivul), cerută (imperativul).
În unele gramatici tradiționale, cum sunt cele ale limbii franceze sau ale românei, sunt numite moduri și alte forme verbale, în gramaticile românești, infinitivul, gerunziul, participiul și supinul.
Modurile se exprimă prin morfeme specifice, fie numai în mod sintetic (prin afixe), fie și în mod analitic, prin perifraze, cu ajutorul unor verbe auxiliare, verbe semiauxiliare, verbe modale sau alte elemente. În cadrul unuia și aceluiași mod, unele forme temporale pot fi sintetice, altele analitice. Ponderea sinteticului și a analiticului poate diferi de la o limbă la alta. Morfemele modurilor pot exprima în același timp și alte categorii ale verbului: diateza, timpul, aspectul și modul de acțiune.

## Clasificarea formelor verbale numite moduri
În mod tradițional, formele verbale numite moduri sunt împărțite în două clase, cea a modurilor personale și predicative și cea a modurilor nepersonale și nepredicative.
Prima clasă este stabilită după două criterii. Întâiul este cel al exprimării, de regulă, prin formele la aceste moduri, a categoriilor gramaticale persoană și număr, realizându-se acordul cu subiectul în acestea. Al doilea criteriu este cel al autonomiei sintactice și de comunicare. Verbul la aceste moduri poate fi predicat, asigurând grupului format în jurul său independență în comunicare. În gramaticile limbii române, bunăoară, în această clasă intră modurile indicativ, conjunctiv, condițional, imperativ și prezumtiv.
A doua clasă cuprinde forme (în română, infinitivul, participiul, gerunziul și supinul) cu caracteristici contrare celor din prima, deși nu în mod absolut. De pildă, în limba maghiară, infinitivul poate primi sufixe personale cu funcție de desinență în această situație, aceleași care corespund în română adjectivelor posesive, fără ca verbul să fie considerat singur predicat, ex. El kell menni (infinitiv fără sufix personal, subiectul fiind general) „Trebuie să se plece” vs. El kell mennem (infinitiv cu sufix personal) „Trebuie să plec”. De asemenea, infinitivul poate fi, după unii lingviști, predicat într-o propoziție subordonată, atunci când are subiectul său propriu, diferit de cel al regentei. Exemplu în limba franceză: Nous regardions les avions s’éloigner dans la nuit „Priveam avioanele îndepărtându-se în noapte”.
Aceste forme nu exprimă de fapt semnificații modale, ci sunt forme ale verbelor convertite parțial (păstrând și comportamente caracteristice verbului) în alte părți de vorbire: substantiv, în cazul infinitivului și al supinului, adjectiv, în cazul participiului, adverb, adjectiv sau, mai rar, substantiv, în cazul gerunziului. Unele gramatici, în cazul anumitor limbi, toate gramaticile acestora, le numesc „forme nominale ale verbului” și nu le tratează împreună cu așa-numitele moduri personale și predicative.

### Numărul de moduri (personale și predicative)
Numărul de moduri numite tradițional personale și predicative depinde de regulă de câte modalități sunt exprimate în mod gramaticalizat, dar uneori și de viziunea lingvistului care le studiază. În toate limbile care au moduri există modul indicativ sau unul corespunzător acestuia, care exprimă aserțiunea propriu-zisă, și alte câteva moduri:
- două: subjonctivul/conjunctivul și imperativul, ex. în limba latină; condiționalul și imperativul, ex. în limba maghiară;
- trei (subjonctivul/conjunctivul, condiționalul și imperativul), ex. în majoritatea limbilor romanice;
- patru (subjonctivul/conjunctivul, condiționalul, prezumtivul și imperativul, ex. în română.

În diverse limbi există și alte moduri decât cele amintite până aici, de exemplu cel numit „energic” în limba arabă, care exprimă aserțiuni emfatice.
Faptul că un mod există în unele limbi cu moduri și nu există în altele nu înseamnă că funcțiile sale nu sunt îndeplinite în cele din urmă, ci acele funcții sunt îndeplinite de alt mod sau alte moduri. De exemplu, în gramaticile limbilor din diasistemul slav de centru-sud nu se ia în seamă conjunctivul, pentru că nu există o formă care să îl opună formal cu celelalte moduri, dar funcțiile sale sunt îndeplinite mai ales de indicativul prezent sau de infinitiv.

## Semnificația și morfemele modurilor

### Moduri (personale și predicative)
Fiecare mod exprimă o modalitate principală, dar nu unică, fiind posibilă sinonimia gramaticală între moduri.

#### Indicativul
Acest mod exprimă în principal o acțiune prezentată ca reală și sigură, fiind tipic pentru propoziția asertivă (numită și enunțiativă sau declarativă). Prin el, vorbitorul își asumă conținutul propoziției sale.
Față de celelalte moduri, indicativul este unul numit nemarcat, altfel spus are marca zero.
Formele temporale ale indicativului acoperă tot sistemul temporal, adică exprimă prin forme aparte un fapt realizat în trecut, unul care se realizează în momentul vorbirii și unul care se consideră că se va realiza sigur în viitor. În funcție de limbă are mai multe sau mai puține forme temporale. De pildă, maghiara are numai câte una pentru trecut, prezent și viitor, dar româna are șapte. Dintre formele temporale, unele sunt sintetice, altele și analitice, formate cu un verb auxiliar care este el însuși la indicativ. Distribuția acestor procedee este diferită de la o limbă la alta. De exemplu, în franceză, mai mult ca perfectul este analitic, dar în română este sintetic: ex. Les randonneurs avaient marché plusieurs heures et ils mouraient de soif „Excursioniștii merseseră timp de mai multe ore și nu mai puteau de sete”.

#### Conjunctivul/subjonctivul
Acest mod este folosit și în propoziții principale, dar este, ca frecvență, un mod al subordonării, fapt la care se referă cele două denumiri, prima folosită în unele gramatici (ex. românești), a doua în altele, de exemplu franceze. Exprimă în principal o acțiune posibilă reală sau ireală. În limbile în care are forme de prezent și de trecut, cum este româna, prima exprimă o posibilitate realizabilă în momentul vorbirii sau în viitor, a doua – o acțiune care ar fi fost posibilă în trecut, dar nu s-a realizat..
În limbile în care există, folosirea acestui mod este mai frecventă în unele decât în altele. În raport cu celelalte limbi romanice, în română, sub influență balcanică, conjunctivul s-a extins în dauna infinitivului, ajungând să-l înlocuiască aproape total pentru exprimarea acțiunilor subordonate, pe când în celelalte limbi romanice se folosește în general infinitivul pentru acțiunile al căror subiect este comun cu cel al regentei, ex. fr  Il veut venir avec nous „Vrea să vină cu noi”.
Morfemul conjunctivului este, în română, conjuncția să, iar opoziția cu indicativul mai este marcată și de desinențe la persoana a III-a: să adoarmă vs. adoarme/adorm; să lucreze vs. lucrează. În altă limbă, franceza, prezența unei conjuncții este de asemenea caracteristică pentru subjonctiv: que, echivalentă cu „să” în această situație. În schimb, sunt mai multe forme personale care îl opun indicativului, decât în română, ex. que je prenne „să iau” / je prends „(eu) iau”.

#### Condiționalul
Acest mod este numit în mod convențional în gramaticile românești numai astfel sau „condițional-optativ”, ori „condițional-optativ-potențial”.
Aceste denumiri provin din cele trei valori principale ale acestui mod, cele de a exprima:
- o acțiune dependentă de o condiție necesară pentru realizarea sa: Dacă ați iubi, ați ști ce e durerea;
- o acțiune dorită: De-ar veni mai repede vacanța!;
- o acțiune pur și simplu posibilă, prezentată din perspectiva unor virtualități interne ei: Nu mi-aș fi închipuit că e în stare de așa ceva.

În română, de exemplu, condiționalul are două forme temporale, ambele analitice. În franceză și în maghiară sunt tot două, cea de prezent sintetică, cea de trecut analitică:
- fr [16]:

Nous verrions nos amis Legrand plus souvent s’ils habitaient à Paris „I-am vedea mai des pe pritenii noștri Legrand dacă ar locui la Paris”;
Si j’avais eu ton adresse, je t’aurais envoyé une carte postale de Grèce „Dacă aș fi avut adresa ta, ți-aș fi trimis o vedere din Grecia”;
- hu [17]:

Ha több időm lenne, akkor többet olvasnék „Dacă aș avea mai mult timp, aș citi mai mult”;
Úgy nézel ki, mintha megijesztettek volna! „Arăți de parcă te-ar fi speriat cineva!”
Tipurile de morfeme ale condiționalului sunt diferite de la o limbă la alta. În română sunt formele verbului auxiliar; în franceză – combinația specifică dintre temă și desinențe, care opune forma condiționalului celei de infinitiv și celei de imperfect al indicativului; în maghiară – sufixul dinaintea desinențelor.
În unele gramatici ale diasistemului slav de centru-sud este distins aparte modul optativ, exprimat cu forma așa-numitului participiu activ, în blesteme și în urări. Specificul formal al acestui mod este că aici forma de participiu activ nu este partea unei forme verbale compuse, ca de regulă, ci este folosit singur, fără verb auxiliar. Exemple:
- hr  Vrag ga odnio! „Lua-l-ar dracul!”, Zdravi i veseli bili! „Fiți sănătoși și veseli!”[18];
- cnr  Dobro nam došli! „Bine ați venit!”[19].

#### Imperativul
Imperativul este modul posibilității voite, în principal impuse prin ordin, eventual prin îndemn, sfat sau rugăminte.
Acest mod poate avea morfeme foarte diferite în diferite limbi, dar se caracterizează în toate printr-o intensitate relativ mare a rostirii atunci când exprimă o poruncă. Se mai caracterizează și prin faptul că nu se folosește la toate persoanele: numai la persoana a doua singular și plural, bunăoară în română, la acestea și la persoana I plural, în franceză și în diasistemul slav de centru-sud, de pildă. Subiectul verbului la imperativ este rareori exprimat prin cuvânt aparte (pronume personal), doar atunci când se insistă asupra sa. Formele temporale ale imperativului se reduc în mai multe limbi la una singură, dar în franceză, de exemplu, există și imperativ perfect, pentru a exprima că o acțiune ordonată va trebui să fie îndeplinită înaintea unui moment din viitor, ex. Ayez fini votre travail avant samedi! „Să vă fie terminată treaba înainte de sâmbătă!”.
În română, imperativul are un sistem complex de forme care coincid cu forme de la indicativ și de la infinitiv:
- la plural, forma pozitivă și cea negativă – cu persoanele corespunzătoare ale prezentului indicativ: Fugiți mai repede!, Nu mergeți!;
- la singular, forma pozitivă, persoana a II-a, la unele verbe cu aceeași persoană de la prezentul indicativului (Taci odată!), la altele – cu persoana a III-a singular a indicativului prezent: Mănâncă, mănâncă!;
- la singular, forma negativă – cu forma de infinitiv: Nu lucra!

În franceză, la imperativ prezent, formele sunt în esență aceleași la majoritatea verbelor ca ale indicativului prezent la persoanele respective, la câteva verbe însă sunt identice cu formele de subjonctiv prezent, inclusiv la verbele auxiliare ale imperativului trecut. Caracteristica formală a acestui mod este că nu se folosește cu subiectul exprimat prin pronume personal formă neaccentuată, care este obligatoriu la celelalte moduri, dacă nu se exprimă prin alt cuvânt. Exemple: Ferme la porte ! „Închide ușa!”, Dépêchons-nous ! „Să ne grăbim!”, Ne touchez pas à ça ! „Nu (vă) atingeți (de) asta!”, Sois parti d’ici au plus tard à midi ! „Să fii plecat de aici cel târziu la amiază!”.
În diasistemul slav de centru-sud, majoritatea verbelor formează imperativul de la tema formei de indicativ prezent, persoana a III-a plural. La aceasta se adaugă un sufix specific, morfem al acestui mod, înaintea desinențelor personale: zero la singular și aceleași ca la indicativ prezent, la plural:
- La unele verbe, sufixul este -j-: Čekaj! „Așteaptă!”, Čekajmo! „Să așteptăm!”, Čekajte! „Așteptați!”
- La alte verbe, sufixul este -i-: Kreni! „Pornește!”, Krenimo!, „Să pornim!”, Krenite! „Porniți!”

În aceste limbi, la forma negativă există forme sinonime sintetice și analitice, formate dintr-un verb auxiliar + infinitivul verbului: sr , hr  Ne uzimaj kruške! sau Nemoj uzimati kruške! „Nu lua pere!”. În această construcție, infinitivul este deseori înlocuit în limba sârbă, sub influență balcanică, de prezentul indicativului cu conjuncția da „să”: Nemoj da uzimaš kruške! „Să nu iei pere!”.
Maghiara este o limbă în care nu se distinge formal imperativul de conjunctiv. Cu denumirea de „imperativ” există forme la toate persoanele folosite cu valoare de conjunctiv, formele de persoana a II-a singular și plural și cea de persoana I plural fiind folosite și cu valoare de imperativ. În adresarea politicoasă sunt folosite ca forme de imperativ cele de persoana a III-a singular și plural. Exemple: Hagyjál békén! „Lasă-mă în pace!”, Ki ne nyissátok az ablakot! „Nu cumva să deschideți (voi) fereastra!”, Menjünk moziba! „Să mergem la cinema!”, Ne menjen el! „Nu pleca!” (dumneata) / „Nu plecați!” (dumneavoastră singular), Ne menjenek el! „Nu plecați!” (dumneavoastră plural).

#### Prezumtivul
Pentru exprimarea posibilității ipotetice, prezentarea unei acțiuni ca presupusă, bănuită, româna are un mod aparte, prezumtivul, la prezent cu forme specifice, iar la trecut cu forme omonime cu cele de viitor anterior, perfect conjunctiv și perfect condițional. Exemple: Ce vei fi făcând tu acum?, Cred că n-o fi suferind mult, Prietenii noștri ne vor fi așteptat mult în ziua aceea, Cine știe cât ne-or fi așteptat?.

### Forme nominale ale verbului (moduri nepersonale)

#### Infinitivul
Infinitivul denumește acțiunea verbului. Are unele trăsături verbale, precum calitatea de a fi uneori predicat (ex. A se respecta regulile de circulație), de a avea complement și în altă funcție sintactică (Muncim pentru a trăi bine), de a exprima timpul în unele limbi, ca româna, având formă de prezent și de perfect: a cânta, a fi cântat. Are și trăsături nominale, îndeplinind funcții asemănătoare substantivului: subiect (A ierta e ușor, a uita e greu), complement (Cu forțe comune putem redresa situația) etc.
În unele limbi, acțiunea subordonată efectuată de același subiect ca cel al regentului este mai frecvent exprimată prin infinitiv decât în alte limbi. Astfel este franceza sau maghiara față de română, care preferă conjunctivul în această situație: fr  Il veut venir avec nous „Vrea să vină cu noi”, hu  Szeretek olvasni „Îmi place să citesc”. Diferența se observă și între limbi din diasistemul slav de centru-sud, infinitivul fiind mai frecvent în croată decât în sârbă: hr  Marija želi pisati vs. sr  Marija želi da piše „Marija dorește să scrie”. În croată, infinitivul poate fi folosit și dacă acțiunea subordonată are subiect propriu: Učio sam ga plivati vs. sr  Učio sam ga da pliva „L-am învățat să înoate”.
Morfemele infinitivului sunt în primul rând sufixe specifice. În unele limbi, acesta este unic pentru toate verbele, precum în maghiară -ni (ex. olvasni „a citi”) sau în diasistemul slav de centru-sud -ti (ex. pisati „a scrie”), în altele sunt sufixe specifice diferitelor clase de verbe, ca în română (-a, -ea, -e, -i, -î) sau în franceză: -er, -ir, -re -oir. Româna este o limbă în care infinitivul are și alt morfem, a, provenit din prepoziția a.

#### Participiul, gerunziul și supinul
Articole principale: Participiu, Gerunziu, Supin.
Valorile acestor forme se găsesc în diferite gramatici cu una sau două din aceste denumiri, ori cu toate trei.
În gramaticile limbii române este luată în seamă o singură formă de participiu, care semnifică o stare sau o însușire a unui obiect, ca rezultat al unei acțiuni, având astfel numai valoare de trecut. Prin natura sa verbală intră în compoziția unor forme verbale predicative, dar și ca adjectiv, acordându-se cu determinatul său, are unele însușiri ale verbului. Astfel, poatea exprima sensul activ (om înfumurat) și pe cel pasiv (carte citită), putând avea complement, în afară de cel direct: casa construită de zidari. Cu sens pasiv intră în compoziția formelor la diateza pasivă.
Dintre gramaticile limbilor amintite aici, numai cele românești iau în seamă un mod numit „supin”, care denumește acțiunea verbală văzută ca scop. Are cel mai adesea ca morfem prepoziția de plasată înaintea formei de participiu. Ține de verb prin faptul că poate avea complement (M-am săturat de prășit via), iar drept caracteristică nominală poate fi subiect (E greu de lucrat în condiții nefavorabile), nume predicativ (Groaza era de neînchipuit), atribut: mașină de spălat.
Valorile participiului românesc sunt prezente și în franceză, bunoară, în forma de participiu numit „trecut”, cu aceeași origine din latină ca a celui românesc: Mon oncle a connu bien des difficultés dans la vie „Unchiul meu a cunoscut multe greutăți în viață”, Carmen de Bizet est un opéra très connu „Carmen de Bizet este o operă foarte cunoscută”.
În diasistemul slav de centru-sud, participiului (trecut) din cele două limbi de mai sus îi corespund două forme. Participiul numit activ este cel care participă la formarea unor timpuri compuse, precum cel numit „perfect”, având și acest participiu trăsătura de a se acorda cu subiectul: čitao je „(el) a citit”, čitala je „(ea) a citit”, čitali su „(ei) au citit”, čitale su „(ele) au citit”. Participiul numit pasiv este cel folosit ca adjectiv: La diateza pasivă exprimă, cu aceeași formă temporală a verbului auxiliar, o stare prezentă sau o acțiune trecută: sr  Vrata su otvorena „Ușa este deschisă” vs. Škola je otvorena 1932. godine „Școala a fost deschisă în anul 1932”. Tot acest participiu este folosit și ca adjectiv: kuvano meso „carne gătită”.
În franceză mai este și o formă numită „participiu prezent”. Și acesta are valori adjectivale (C’est une personne très vivante „Este o persoană foarte vioaie”) și verbale, cu una fiind echivalent cu o propoziție atributivă (Les personnes ayant un ticket bleu doivent se présenter au contrôle „Persoanele care au bilet albastru trebuie să se prezinte la control”), cu cealaltă corespunzând unei propoziții circumstanțiale: Ne sachant pas comment vous joindre, je n’ai pas pu vous prévenir de mon retour „Neștiind cum să vă contactez, nu v-am putut anunța întoarcerea mea”. Cu această valoare, participiul prezent poate avea și subiectul său propriu: La neige n’arrêtant pas de tomber, la circulation était très difficile „Zăpada neîncetând să cadă, circulația era foarte grea”. Franceza mai are și o formă numită gérondif, diferită formal de participiul prezent prin morfemul en provenit din prepoziția en: Elle aime travailler en écoutant de la musique „(Ei) îi place să lucreze ascultând muzică”.
Corespunzătoare cu valoarea verbală a participiului prezent și cu a gérondif-ului francez există forma numită gerunziu în gramaticile limbii române, cu aceeași origine. Exprimă o acțiune în desfășurare, totdeauna dependentă de acțiunea unui verb la un mod personal. Deși este inclus printre formele nominale ale verbului, el nu are nicio valoare nominală, ci numai verbală și adverbială. Cu prima valoare are subiect, de regulă cel al verbului său regent, și poate avea complement, iar cu a doua este cel mai adesea complement circumstanțial de mod al regentului, ex. Ostașii merg cântând un marș. Poate avea și subiect propriu, corespunzând în această situație cu infinitivul în limbile amintite mai sus: L-am văzut trecând.
Corespunzătoare gerunziului, în diasistemul slav de centru-sud sunt așa-numitele „adverbe verbale”: adverbul verbal prezent, folosit pentru acțiuni simultane cu cea a verbului regent, fie că acesta este la prezent, la trecut sau la viitor (sr  Sedeći na terasi, mogla je sve videti „Șezând pe terasă, (ea) putea să vadă totul”) și adverbul verbal trecut, pentru acțiuni anterioare celei principale: Došavši u grad, zaposlio se kao pekar „Sosind / După ce a sosit în oraș, s-a angajat ca brutar”.
În maghiară, gerunziului îi corespunde forma nominală a verbului numită „participiu adverbial”: Karosszékében ült, rám várva „Ședea în fotoliu așteptându-mă”. Poate avea și sens pasiv, fiind atunci echivalent cu participiul românesc: Meg vagyok lepődve „Sunt surprins(ă)”.
Tot corespunzător participiului este participiul trecut maghiar, a cărui formă este și cea a persoanei a III-a singular a indicativului trecut: Zsuzsa egy múlt században épült házba akar beköltözni „Zsuzsa vrea să se mute într-o casă construită în secolul trecut”. Există și o formă de participiu prezent, corespunzătoare unei propoziții atributive (Az az integető fiú az öcsém „Băiatul acela care face semne cu mâna este fratele meu mai mic”), precum și un participiu viitor, corespunzător supinului: a követendő példa „exemplul de urmat”.
Toate formele de mai sus sunt în general marcate de sufixe:
- ro : participiu – -t, mai rar -s; gerunziu: -ând cu varianta -ind;
- fr : participiu prezent – -ant; participiu trecut – -é, -i, -u, -t sau -s;
- sr , hr , cnr : participiu activ – -o evoluat din -l (la masculin singular), -l- urmat de terminațiile de acord în gen și număr -a (feminin singular și neutru plural), -o (neutru singular), -i (masc. pl.), -e (fem. pl.); participiu pasiv – la unele verbe -n + ø (masc. sg.), -n- + terminațiile de acord în gen și număr, la altele -t(-) + terminațiile de acord în gen și număr; adverbul verbal prezent – -ći; adverbul verbal trecut – -vši;
- hu : participiu prezent – -ó/-ő; participiu trecut: -t/-tt; participiu viitor – -andó/-endő; participiu adverbial – -va/-ve[38].

## Interferențe între moduri
Valorile diferitelor moduri nu se pot delimita exact. Un anumit mod are unele valori de bază, specifice, și unele valori secundare, nespecifice, caracteristice altor moduri, ceea ce face posibilă sinonimia sintactică. Exemple în română:
- între indicativ și condițional: Dacă tăceai, filozof rămâneai[8] ~ Dacă ai fi tăcut, filozof ai fi rămas;
- între indicativ și imperativ: Te prezinți imediat la decanat![8] ~ Prezintă-te imediat la decanat!;
- între conjunctiv și imperativ: „Să țineți minte, copii,...” (Zaharia Stancu)[39] ~ Țineți minte, copii,…;
- între conjunctiv și prezumtiv: Să fie oare adevărat?[8] ~ O fi oare adevărat?;
- între conjunctiv și condițional: Să parcurg eu distanța asta, ar fi ceva![39] ~ De-aș parcurge eu distanța asta, ar fi ceva!
- între infinitiv și conjunctiv: Ai unde dormi[8] ~ Ai unde să dormi;
- între infinitiv și imperativ: A se respecta regulile de circulație[8] ~ Respectați regulile de circulație;
- între supin și conjunctiv: M-am săturat de prășit via[8] ~ M-am săturat să prășesc via.